# BAPS Shri Swaminarayan Mandir w Londynie
BAPS Shri Swaminarayan Mandir w Londynie – mandir (świątynia hinduska) w dzielnicy Neasden (która stanowi część londyńskiej gminy Brent) w północno-zachodnim Londynie, niedaleko nowo wybudowanego narodowego stadionu Wembley.
Jest to pierwsza tradycyjna świątynia hinduistyczna w Europie w przeciwieństwie do świątyń, które powstały w budynkach przekształconych na ten cel.
Opłacona przez hindusów z nurtu BAPS,
pochodzącego z tradycji Swaminarayan założonej przez Bhagawana Swaminarajan, zbudowana została w ciągu 5 lat. Uroczyste otwarcie miało miejsce 20 sierpnia 1995. Ówcześnie był to największy hinduistyczny mandir w Europie, zanim niedaleko, w Birmingham nie powstała świątynia Shri Venkateswara.
W skład kompleksu wchodzą:
- tradycyjna świątynia hinduska (mandir), która jest główną częścią kompleksu, skonstruowana głównie z ręcznie ciosanego włoskiego marmuru i bułgarskiego piaskowca;
- stała wystawa zatytułowana "Zrozumieć hinduizm"
- centrum kulturalne, znane jako "Haweli", z salą konferencyjna i sklepem z upominkami
- kawiarnia i sklep